# Zosterops meeki
El anteojitos goliblanco (Zosterops meeki) es una especie de ave paseriforme de la familia Zosteropidae endémica de la isla de Vanatinai, perteneciente a Papúa Nueva Guinea.